# Misa Uehara

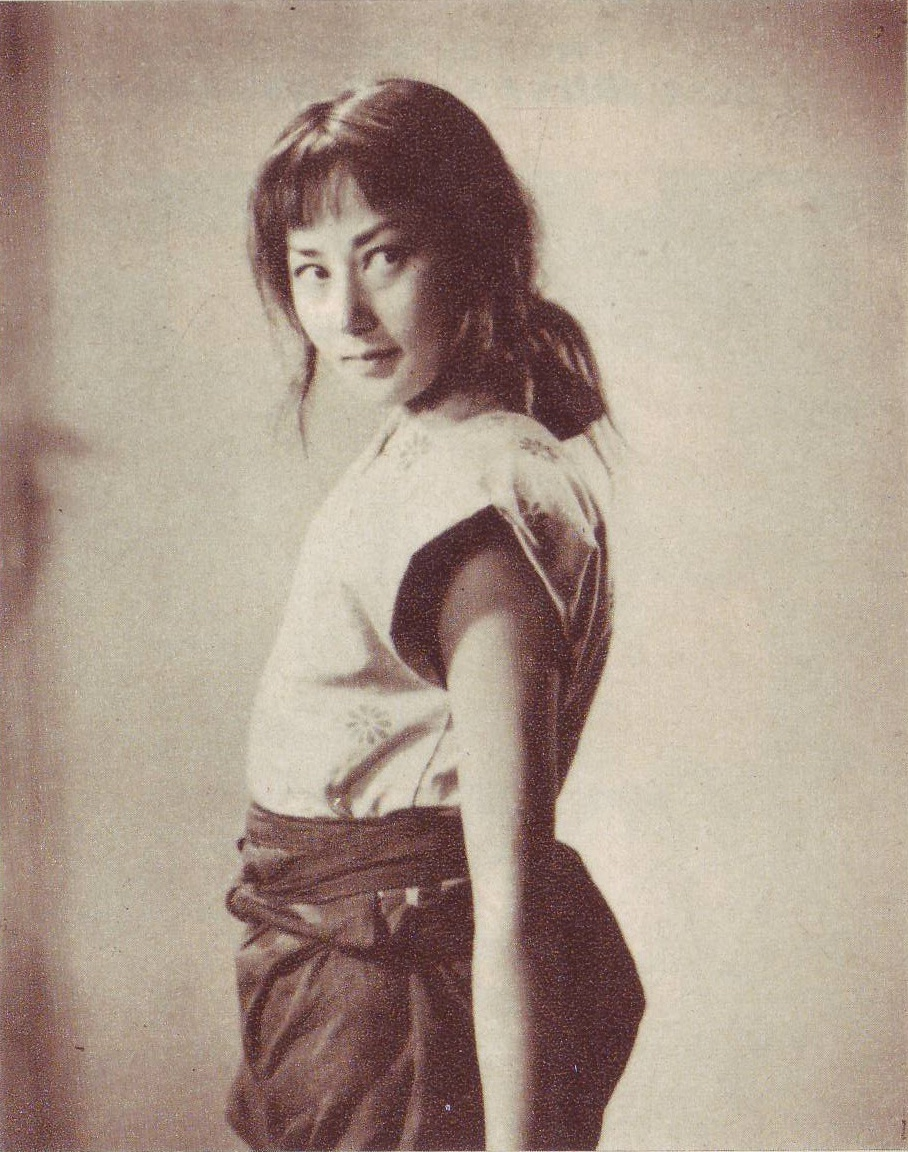
Misa Uehara, 1957

Misa Uehara (japanisch 上原 美佐 Uehara Misa; * 26. März 1937 in Fukuoka; † 2003 in Japan) war eine japanische Schauspielerin.

## Biografie
Uehara wurde am 26. März 1937 in Fukuoka geboren. Sie besuchte die Fukuoka Girls’ High School. Ihr Debüt gab sie 1959 in dem Film Die verborgene Festung. Anschließend war sie in Daigaku no nijuhachin zu sehen. Außerdem spielte sie in dem Film Sengoku gunto-den mit. Danach wurde sie für den Film Nippon Tanjō gecastet. Unter anderem bekam sie 1961 eine Rolle in Banzai-Banzai, die Piloten des Teufels.
Uehara starb 2003 im Alter von 67 Jahren.

## Filmografie
Filme
- 1958: Die verborgene Festung
- 1959: Daigaku no nijuhachin
- 1959: Sengoku gunto-den
- 1959: Aruhi watashi wa
- 1959: Dokuritsu gurentai
- 1959: Nippon Tanjō
- 1960: Gendai Salaryman – Ren'ai bushidō
- 1960: Hawai Middouei daikaikusen: Taiheiyo no arashi
- 1961: Banzai-Banzai, die Piloten des Teufels